# Scott Chipperfield
Scott Chipperfield (n. Sídney, Australia, el 30 de diciembre de 1975) es un exfutbolista australiano. Jugaba de mediocampista y su último equipo fue el FC Aesch de la 2. Liga de Suiza.

## Clubes
| Club              | País      | Año         |
| ----------------- | --------- | ----------- |
| Wollongong Wolves | Australia | 1996 - 2001 |
| FC Basel          | Suiza     | 2001 - 2012 |
| FC Aesch          | Suiza     | 2012 - 2014 |

## Selección nacional
Ha sido internacional con la Selección de fútbol de Australia, ha jugado 63 partidos internacionales y ha anotado 12 goles.

### Participaciones en Copas del Mundo
| Mundial                        | Sede      | Resultado        |
| ------------------------------ | --------- | ---------------- |
| Copa Mundial de Fútbol de 2006 | Alemania  | Octavos de final |
| Copa Mundial de Fútbol de 2010 | Sudáfrica | Fase de grupos   |

### Participaciones en competiciones internacionales
| Copa                                | Sede          | Resultado  |
| ----------------------------------- | ------------- | ---------- |
| Copa de las Naciones de la OFC 2002 | Nueva Zelanda | Subcampeón |

## Palmarés

### Campeonatos nacionales
| Título                 | Club              | País      | Año     |
| ---------------------- | ----------------- | --------- | ------- |
| National Soccer League | Wollongong Wolves | Australia | 1999-00 |
| National Soccer League | Wollongong Wolves | Australia | 2000-01 |
| Super Liga Suiza       | FC Basel          | Suiza     | 2001/02 |
| Copa Suiza             | FC Basel          | Suiza     | 2001/02 |
| Copa Suiza             | FC Basel          | Suiza     | 2002/03 |
| Super Liga Suiza       | FC Basel          | Suiza     | 2003/04 |
| Super Liga Suiza       | FC Basel          | Suiza     | 2004/05 |
| Copa Suiza             | FC Basel          | Suiza     | 2006/07 |
| Super Liga Suiza       | FC Basel          | Suiza     | 2007/08 |
| Copa Suiza             | FC Basel          | Suiza     | 2007/08 |
| Super Liga Suiza       | FC Basel          | Suiza     | 2009/10 |
| Copa Suiza             | FC Basel          | Suiza     | 2009/10 |

### Copas internacionales
| Título                          | Equipo                           | País                             | Año  |
| ------------------------------- | -------------------------------- | -------------------------------- | ---- |
| Copa de las Naciones de la OFC  | Selección de fútbol de Australia | Selección de fútbol de Australia | 2000 |
| Campeonato de Clubes de Oceanía | Wollongong Wolves                | Australia                        | 2001 |